# Dacorum
Dacorum is een Engels district in het shire-graafschap (non-metropolitan county OF county) Hertfordshire en telt 154.000 inwoners. De oppervlakte bedraagt 212 km².
Van de bevolking is 15,1% ouder dan 65 jaar. De werkloosheid bedraagt 2,2% van de beroepsbevolking (cijfers volkstelling 2001).

## Plaatsen in district Dacorum
- Hemel Hempstead

## Civil parishesin district Dacorum
Aldbury, Berkhamsted, Bovingdon, Chipperfield, Flamstead, Flaunden, Great Gaddesden, Kings Langley, Little Gaddesden, Markyate, Nash Mills, Nettleden with Potten End, Northchurch, Tring, Tring Rural, Wigginton.